# روبرتو إغليسياس
روبرتو إغليسياس (بالإسبانية: Roberto Iglesias)‏ هو مهندس وسياسي أرجنتيني، ولد في 25 فبراير 1951 في مندوزا في الأرجنتين. حزبياً، نشط في الاتحاد المدني الراديكالي. وقد انتخب عضو مجلس النواب في الأرجنتين وانتخب والي مندوسا ‏.